# Kabinett Schuman II

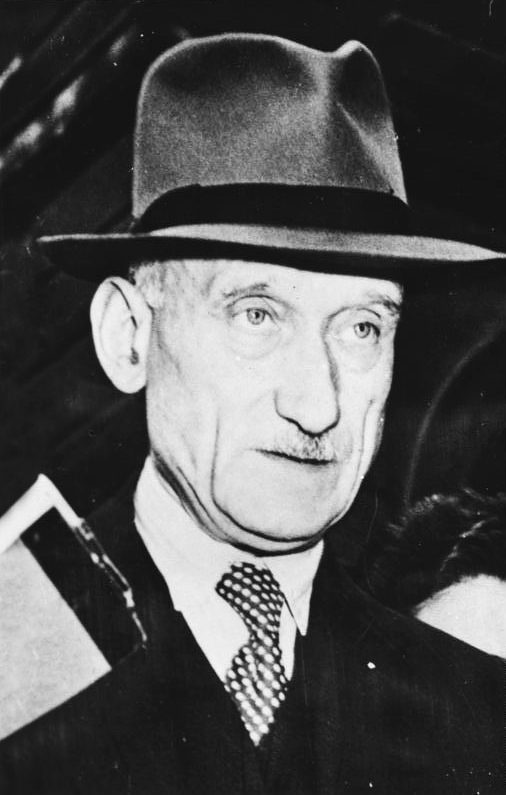
Robert Schuman war 1948 Premierminister

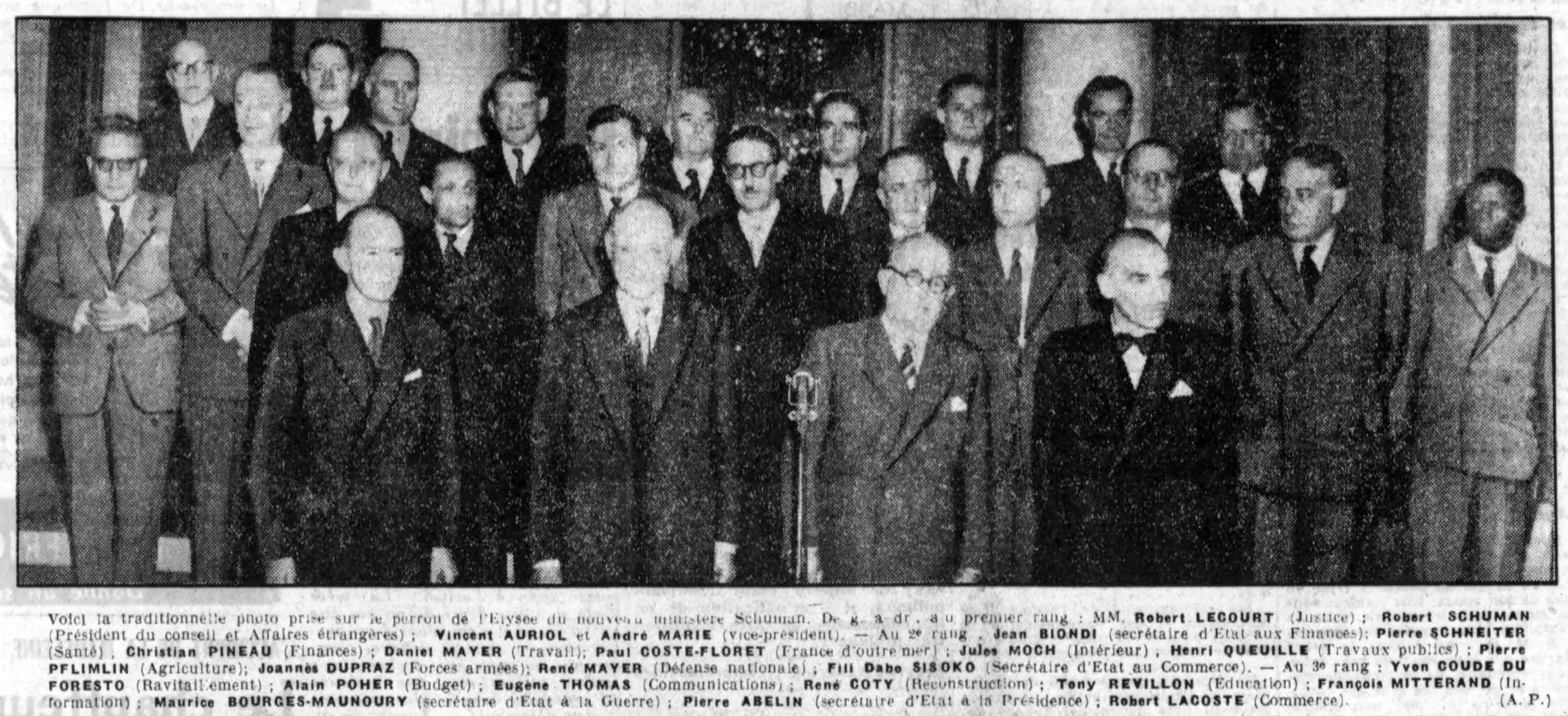
5. September 1948 – Kabinett Robert Schuman II (A.P.)

Das zweite Kabinett Schuman wurde in Frankreich am 5. September 1948 von Premierminister Robert Schuman während der Amtszeit von Staatspräsident Vincent Auriol gebildet und löste das Kabinett Marie ab. Am 11. September 1948 wurde das Kabinett vom Kabinett Queuille I abgelöst. Dem Kabinett gehörten Vertreter von Mouvement républicain populaire (MRP), Parti républicain, radical et radical-socialiste (PRS), Section française de l’Internationale ouvrière (SFIO) und Républicains indépendants (RI) an.

## Minister
Dem Kabinett gehörten folgende Minister an:
| Amt                                                 | Name                 | Beginn der Amtszeit | Ende der Amtszeit  |
| --------------------------------------------------- | -------------------- | ------------------- | ------------------ |
| Premierminister                                     | Robert Schuman       | 5. September 1948   | 11. September 1948 |
| Außenminister                                       | Robert Schuman       | 5. September 1948   | 11. September 1948 |
| Vize-Premierminister                                | André Marie          | 5. September 1948   | 11. September 1948 |
| Siegelbewahrer, Justizminister                      | Robert Lecourt       | 5. September 1948   | 11. September 1948 |
| Innenminister                                       | Jules Moch           | 5. September 1948   | 11. September 1948 |
| Minister für Finanzen und Wirtschaft                | Christian Pineau     | 5. September 1948   | 11. September 1948 |
| Minister für nationale Verteidigung                 | René Mayer           | 5. September 1948   | 11. September 1948 |
| Minister für nationale Bildung                      | Michel Tony-Révillon | 5. September 1948   | 11. September 1948 |
| Minister für öffentliche Arbeiten und Verkehr       | Henri Queuille       | 5. September 1948   | 11. September 1948 |
| Minister für Industrie und Handel                   | Robert Lacoste       | 5. September 1948   | 11. September 1948 |
| Landwirtschaftsminister                             | Pierre Pflimlin      | 5. September 1948   | 11. September 1948 |
| Minister für die Überseegebiete                     | Paul Coste-Floret    | 5. September 1948   | 11. September 1948 |
| Minister für Arbeit und soziale Sicherheit          | Daniel Mayer         | 5. September 1948   | 11. September 1948 |
| Minister für Wiederaufbau und Stadtplanung          | René Coty            | 5. September 1948   | 11. September 1948 |
| Minister für Veteranen und Kriegsopfer              | Jules Catoire        | 5. September 1948   | 11. September 1948 |
| Minister für öffentliche Gesundheit und Bevölkerung | Pierre Schneiter     | 5. September 1948   | 11. September 1948 |